# Стадник Віталій Олегович
Віта́лій Оле́гович Ста́дник (13 вересня 1983, м. Тернопіль — 1 жовтня 2022, Херсонська область) — український старший радник юстиції, військовослужбовець, матрос Військово-Морських Сил Збройних Сил України, учасник російсько-української війни, який загинув під час російського вторгнення в Україну. Почесний громадянин міста Тернополя (2022, посмертно).

## Життєпис
Народився 13 вересня 1983 року в місті Тернополі.
Закінчив Тернопільську загальноосвітню школу № 11 (2000), Інститут підготовки кадрів для органів прокуратури Національного юридичного університету імені Ярослава Мудрого. Понад 17 років працював в органах прокуратури Тернопільської области. Крайнім часом — на посаді начальника управління Тернопільської обласної прокуратури.
З початком російського вторгнення в Україну пішов добровольцем на фронт. Загинув під час виконання бойового завдання 1 жовтня 2022 року у Херсонській області.
Похований 8 жовтня 2022 року на Алеї Героїв Микулинецького кладовища м. Тернополя.
Залишились дружина та троє дітей.

## Нагороди
- орден «За мужність» III ступеня (2022) (посмертно) — за особисту мужність і самовіддані дії, виявлені у захисті державного суверенітету та територіальної цілісності України, вірність військовій присязі[2].
- почесний громадянин міста Тернополя (14 листопада 2022, посмертно)[3][4].

## Вшанування пам'яті
1 жовтня 2023 року на фасаді Тернопільської обласної прокуратури відкрили пам'ятну дошку Віталію Стаднику.